# Sóc lletja
Sóc lletja és una obra de teatre escrita per Jordi Sànchez i Zaragoza i Sergi Belbel i dirigida a l'escenari per Sergi Belbel amb música d'Óscar Roig. Fou estrenada el 7 de juny de 1997 al Teatre Condal de Barcelona. Posteriorment fou editat en format llibre per Edicions 62, ISBN 9788429743050.

## Argument
És una història senzilla d'una noia poc agraciada físicament, que lluita per subsistir en un món que la menysprea, la rebutja i la insulta, i que es converteix en una protesta corrossiva contra la dictadura de l'estètica. És una comèdia i un drama alhora.

## Protagonistes
- Joel Joan
- Mònica Glaenzel
- Laura Conejero
- Jordi Sànchez i Zaragoza